# Conostegia bracteata
Conostegia bracteata är en tvåhjärtbladig växtart som beskrevs av José Jéronimo Triana. Conostegia bracteata ingår i släktet Conostegia och familjen Melastomataceae.
Artens utbredningsområde är Nicaragua. Inga underarter finns listade i Catalogue of Life.